# Salón de Vladislao
El salón de Vladislao es una gran sala dentro del complejo del Castillo de Praga en la República Checa, utilizado para acontecimientos públicos en la monarquía bohemia y el estado checo moderno.  Construido entre 1493–1502 por Benedikt Rejt bajo el reinado de Vladislao II, la sala era el espacio secular más grande  (62m x 16m x 13m) de la Praga medieval y uno de espacios estructurales y arquitectónicos más complejos de la Edad Media tardía.  En particular, la construcción de la bóveda de piedra que abarca 16m, fue una hazaña de ingeniería.  En el tercer piso, el más alto del palacio, la sala reemplazó a un grupo de habitaciones que databan del siglo XIV.  Inmediatamente bajo ella, el segundo piso es una adición  gótica  construida durante el reinado de Carlos IV en el siglo XIV mientras el primer piso inferior es un palacio románico.    
La sala fue utilizada para banquetes, recepciones, coronaciones y otros acontecimientos de la corte bohemia. Fue incluso lo bastante grande para albergar torneos entre caballeros; la "escalera de los caballeros" fue construida con el ancho necesario para que pudieran entrar caballos para tales actividades.